# Бангладешсько-японські відносини
Бангладешсько-японські відносини - двосторонні дипломатичні відносини між Бангладеш і Японією.

## Історія
Бангладеш був частиною Британської Індії і до її поділу в 1947 на мав самостійних контактів із Японією.
У середині 1950-х відкрито консульське представництво Японії в Дакці (Східний Пакистан).
Офіційні дипломатичні відносини встановлені 10 лютого 1972. 11 лютого 1972 Бангладеш відкрив посольство в Токіо, а Японія - в Бангладеш.
Посольство Японії в Бангладеш знаходиться за адресою: 5 & 7, Dutabash Road, Барідхара, Дакка.
У 2014, за даними Бі-бі-сі, 71% бангладешців позитивно оцінював Японію, що робить Бангладеш однією з найбільш про-японських країн у світі.
1 липня 2016 семеро японців загинули внаслідок терористичних атак на Дакку. Прем'єр-міністр Японії Сіндзо Абе заявив, що відчуває почуття глибокого гніву через те, що так багато безневинних людей загинуло внаслідок акту жорстокого та мерзенного тероризму.

## Торгівля
До 2004 Японія стала четвертим за величиною джерелом прямих іноземних інвестицій Бангладеш після США, Великобританії та Малайзії. Японія також є важливим джерелом допомоги для розвитку економіки Бангладеш. Японії планує заручитися підтримкою Бангладеш на вступ до постійних членів Ради Безпеки Організації Об'єднаних Націй, а також забезпечити ринки збуту своєї готової продукції в цій країні.
З 2015 Японія є 7-м за величиною експортним ринком для Бангладеш. Імпорт Японії з Бангладеш становить 0,17% від усього обсягу імпорту.
До 2015 обсяг товарообігу між країнами становив суму 2,3 мільярда доларів США. Імпорт Японії з Бангладеш: текстиль, вироби зі шкіри та креветки.